# Josef Tadeáš Rotter
Josef Tadeáš Rotter, německy Joseph Thaddäeus Rotter (15. srpna 1701 Opava – 30. duben 1763 Brno) byl moravský barokní malíř oltářních obrazů, dekorativních nástěnných maleb a portrétů. Byl činný převážně na území Moravy.

## Život
O životě Josefa Tadeáše Rottera nemáme mnoho zpráv. Narodil se do rodiny opavského malíře Jeremiáše Rottera a Zuzany. V Opavě zřejmě vstoupil do školení Františka Ř. I. Eckesteina. Mladý učen tak pomáhal v letech 1726–1727 italsky orientovanému malíři při freskové výzdobě poutního kostela na Cvilíně u Krnova. Není vyloučená ani účast na vídeňské umělecké akademii.
Roku 1734 získal v Brně měšťanské právo a byl následně přijat i do místního malířského cechu sv. Lukáše. V tomto období byl činný ve službách Karla Maxmiliána a Jana Leopolda z Dietrichsteina, pro které vyzdobil jejich zámky v Židlochovicích a Kupařovicích. Při práci na zakázkách pro piaristické kostely ve Strážnici a Litomyšli mu asistoval tehdy začínající Jan Lukáš Kracker. Od začátku 40. let 18. století, téměř do své smrti intenzivně pracoval pro brněnské augustiniány za mecenátu osvíceného převora Matouše Pertschera. Malíř zde vymaloval, dnes již převážně zničené fresky v prefektuře a následně také obě místnosti sakristie klášterního kostela. Do konventu poté dodal množství závěsných obrazů a podobizen, včetně pláten na oltáře v presbytáři kostela.

## Dílo
Rotterovo malířské dílo je charakterizováno spíše kolísavou kvalitou. Figurální scény jsou kompozičně vyvážené, ale bez výraznější konstruované atmosféry. Typickým prvkem jeho tvorby je prostorotvorné a dekorativní zátiší. Barevně hutné výjevy jsou omezeny a racionálně konstruovány architektonickým rámcem. K nepříliš početnému portrétnímu dílu se řadí fiktivní podobizny markrabat Jana Jindřicha a Jošta, a také portrét představeného kláštera augustiniánů v Brně Matouše Pertschera. K freskové výzdobě se nám nedochovalo mnoho realizací. Po výzdobě stropu hlavního schodiště zámku v Miloticích, je Rotterovi nově připsaná v roce 2014 částečně odkrytá freska v bývalé sakristii kostela brněnských augustiniánů, dnešní kavárna Moravské galerie.

### Obrazy

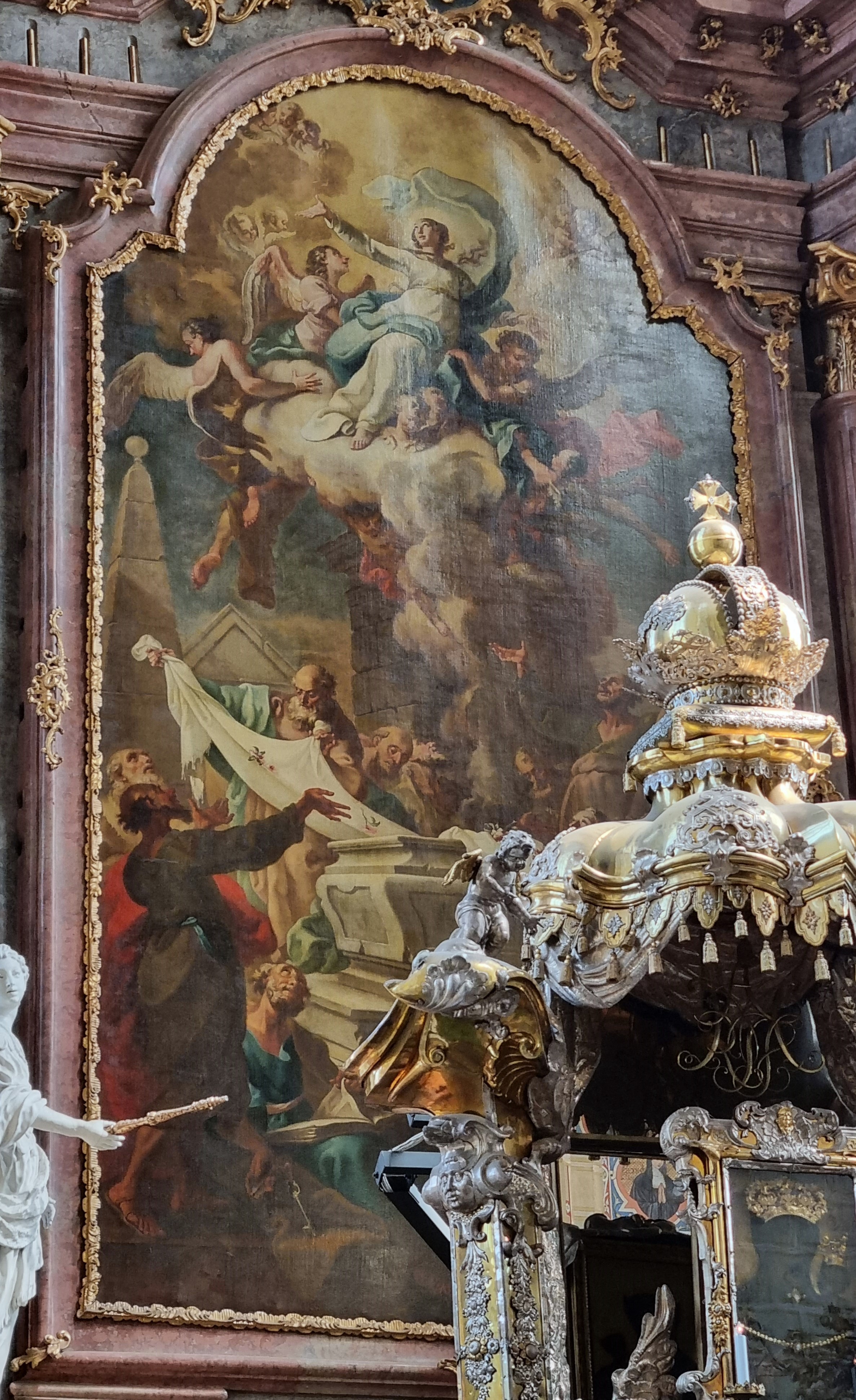
Nanebevzetí Panny Marie, bazilika na Starém Brně (kol. 1760)

- Nanebevzetí Panny Marie, bazilika na Starém Brně (kol. 1760)1736 – hlavní oltářní obraz do kaple sv. Mořice u kostela sv. Jakuba v Brně, nezachováno[8]
- 1740 – Oplakávání Krista, olej na měděné desce, soukromá sbírka (draženo 7. května 1996 v Christie's Amsterdam)
- kolem 1740?  – Umučení sv. Vavřince, Vize sv. Peregrina, z predel bočních oltářů kostela sv. Michala v Brně (nahrazeny roku 1915 obrazy Josefa Mathausera), církevní depozitář, na obrazech se zřejmě podílel Jan L. Kracker[9]
- kolem 1742 – Podobizna generála, svobodného pána Rotha, Moravská galerie v Brně (inv. č. A 40)[10]
- kolem 1742 – Nejsvětější Trojice, v nástavci sv. Florián, boční oltář kostela Všech svatých, Milotice
- 1744 – Votivní obraz premonstrátského kláštera v Zábrdovicích při pruském obléhání 1742, poutní kostel Jména Panny Marie, Křtiny
- 1745 – malovaný efemérní triumfální oblouk u morového sloupu v Brně k příležitosti oslav stoletého výročí obrany Brna před Švédy, nezachováno[8]
- kolem 1745 – Votivní obraz záchrany Brna při pruském obléhání 1742, poutní bazilika Narození Panny Marie, Mariazell[11]
- 1747–1748 – Nejsvětější Trojice, sv. Josef Kalasanský, v nástavci sv. Kateřina, Zavraždění sv. Václava, v nástavci Vyučování Panny Marie, Čtrnáct sv. pomocníků, v nástavci sv. Barbora, Smrt sv. Josefa v nástavci sv. Filip Neri, sv. Jan Nepomucký jako almužník, v nástavci sv. Jan Křtitel, sv. Antonín Paduánský, v nástavci sv. Florián, hlavní a boční oltáře v bývalém piaristickém kostele Nanebevzetí Panny Marie, Strážnice
- kolem 1748 – 10 obrazů s Výjevy ze života sv. Josefa Kalasanského, z výzdoby piaristické koleje ve Strážnici, Národní ústav lidové kultury, Strážnice[12]

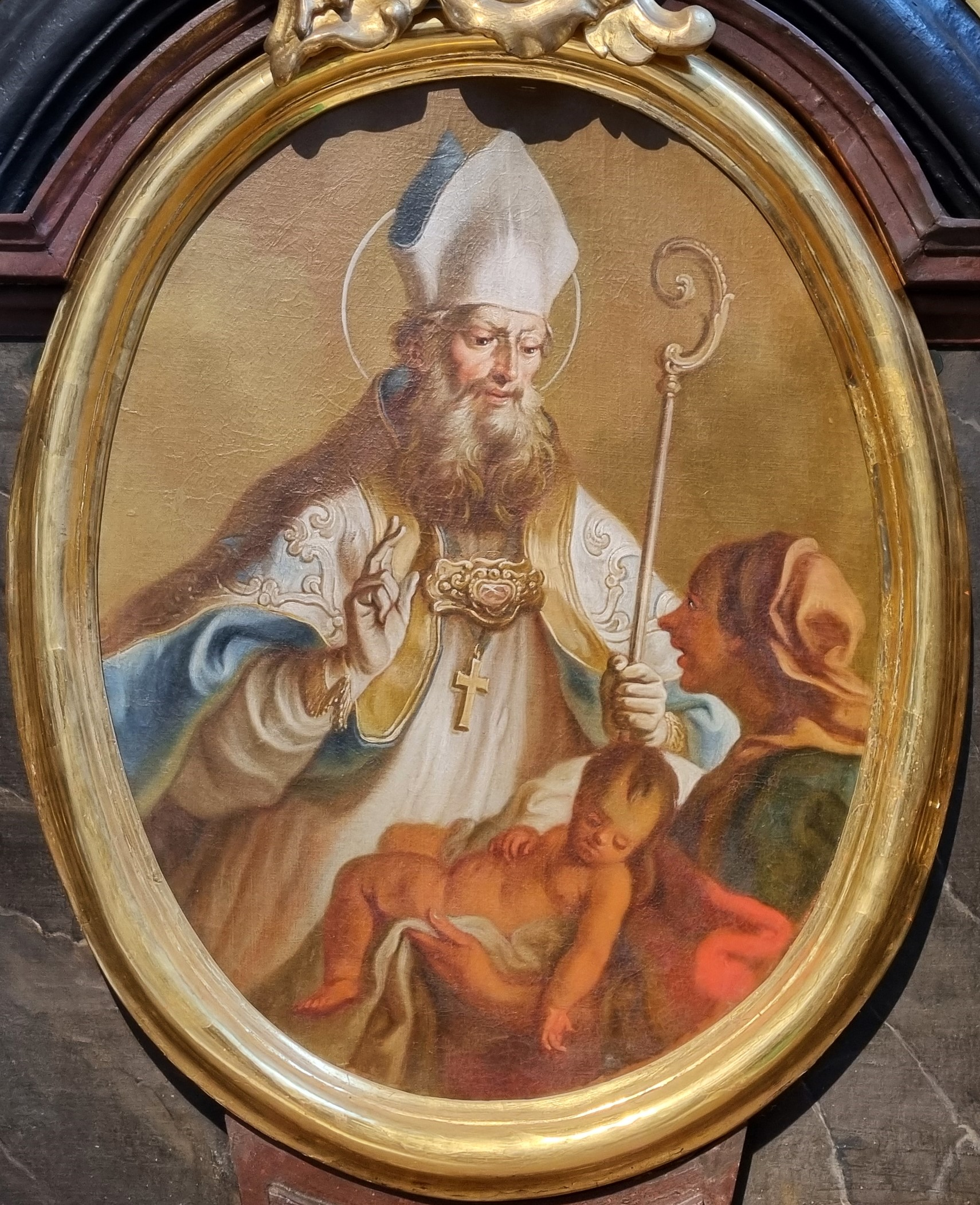
Svatý Valentin, kostel Nalezení sv. Kříže v Litomyšli (1757)

- Svatý Valentin, kostel Nalezení sv. Kříže v Litomyšli (1757)1747–1748 – sv. Anna s malou Pannou Marií, v nástavci sv. Alžběta se sv. Zachariášem, sv. Josef Kalasanský vyučující mládež, v nástavci sv. Josef Pěstoun, boční oltáře bývalého piaristického kostela Nalezení sv. Kříže, Litomyšl, nástavcové obrazy namaloval v Rotterově dílně Jan L. Kracker, obraz sv. Josefa Kalasánského se nezachoval (nahrazen roku 1844 obrazem od Amalie von Peter)[12][13]
- 1751 – Sv. Anna Vyučuje Pannu Marii a Pieta z bočních oltářů dominikánského kostela Nanebevzetí Panny Marie, Uherský Brod, nahrazeno kopiemi, církevní depozitář[12]
- 1752 – Obrácení sv. Tekly a Nejsvětější Trojice v nástavci, cechovní oltář kostela sv. Jakuba, Jihlava, přemalováno nebo nahrazeno[14]
- 1749–1753 – Křest Krista, sv. Karel Boromejský, sv. Antonín Paduánský, Smrt sv. Josefa, sv. Jan Nepomucký jako almužník, hlavní a boční oltáře v kostele sv. Jana Křtitele, Bystré u Poličky
- kolem 1750 – obrazy pro kapucínský klášter v Jihlavě, nezachováno
- kolem 1750 – sv. Florián, sv. František z Pauly, boční oltáře v kostele Narození Panny Marie, Jimramov
- kolem 1753 – Vyučování Panny Marie, Umučení sv. Barbory, Sv. Jan Nepomucký jako almužník, hlavní a boční oltáře v kostele sv. Anny, Jestřabice[12]
- kolem 1757 – dvojice obrazů pro kapli nadačního domu Šlechtičen v Brně, nezachováno[11]
- 1757 – sv. Valentin, Čtrnáct sv. pomocníků, sv. Liborius, boční oltáře v bývalém piaristickém kostele Nalezení sv. Kříže, Litomyšl, obrazy Čtrnácti sv. pomocníků (nahrazen dílem Josefa Swobody v roce 1864) a sv. Liboria se nezachovaly[12][13]
- kolem 1760 – sv. František z Assisi, sv. Antonín Paduánský, sv. Josef s Ježíškem, boční oltáře v kapucínském kostele Nalezení sv. Kříže, Brno[11] (autorství je sporné, osciluje také mezi Krackerem a anonymním řádovým malířem)
- kolem 1760? – sv. Karel Boromejský, predela bočního oltáře v kostele sv. Michala, Brno[9]
- počátek 60. let – Nanebevzetí Panny Marie, Svaté příbuzenstvo, v nástavci sv. Petr se sv. Pavlem, Panna Marie Škapulířová, v nástavci sv. Máří Magdaléna se sv. Martou, hlavní a boční oltáře bývalého cisterciáckého kostela Nanebevzetí Panny Marie na Starém Brně[11]
- před 1763 – sv. Příbuzenstvo, v predele sv. Viktorie, sv. Florián, v predele sv. Markéta, sv. Máří Magdaléna v predele oltáře sv. Šebestiána, původně na bočních oltářích při pilířích kostela sv. Jakuba v Brně[11]
- před 1763 – sv. Tekla, nástavec bočního oltáře bývalého kartuziánského kostel Nejsvětější Trojice, Brno-Královo Pole

### Fresky

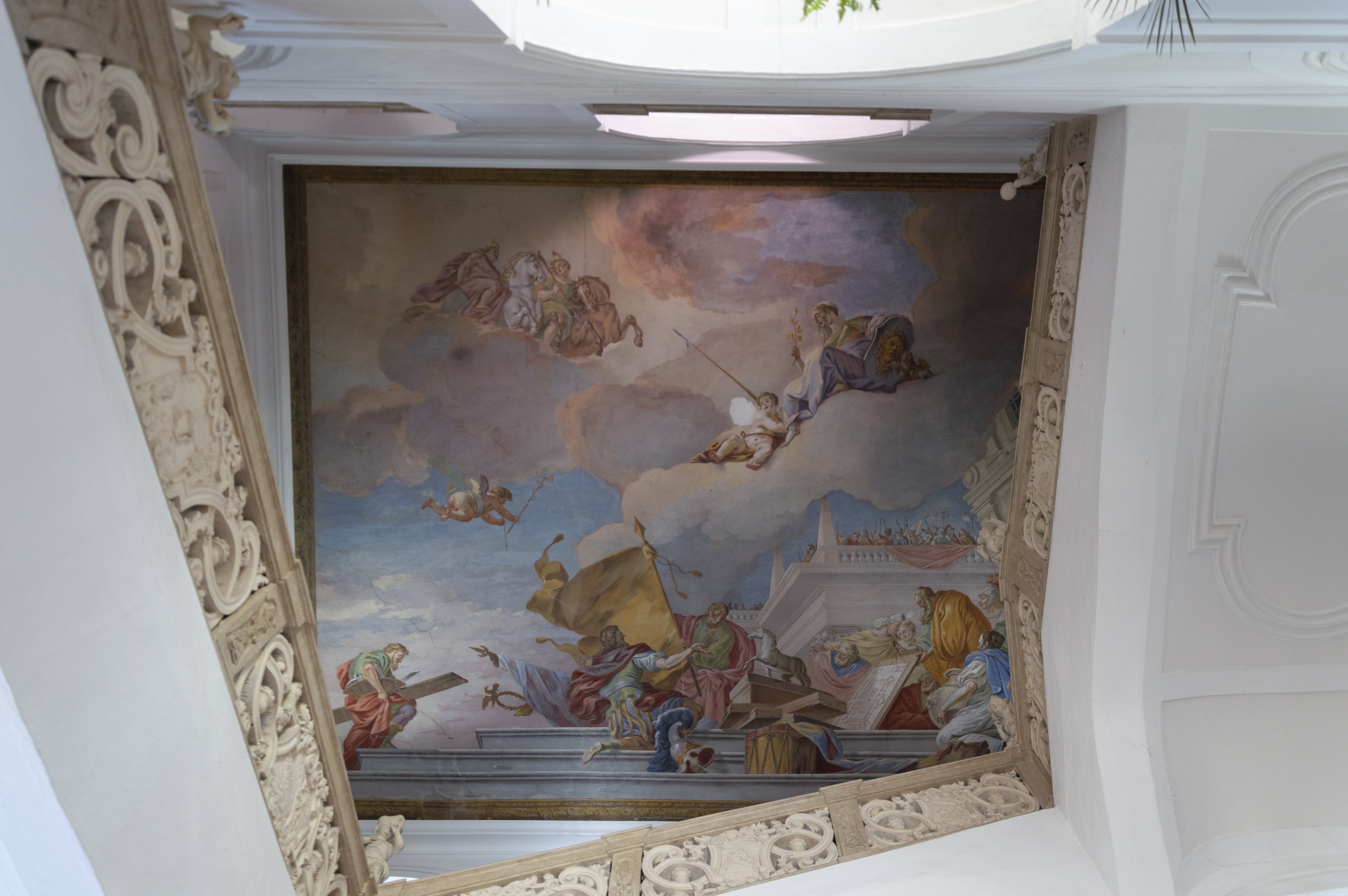
Představení trojského koně Odysseem, zámek Milotice (kol. 1742)

- před 1750 – sv. František káže ptákům, průčelí kapucínského kostela Nalezení sv. Kříže v Brně, nezachováno (nahrazeno v roce 1953 mozaikou)[11]
- po 1743 – fresková výzdoba, zámek Židlochovice, nezachováno
- 1744–1748? – fresková výzdoba hlavního sálu a pokojů, zámek Kupařovice, zachováno ve fragmentech
- kolem 1745 – fresková výzdoba Dietrichsteinského hraběcího paláce, Brno, nezachováno
- před 1742 – Představení trojského koně Odysseem, klenba hlavního schodiště, zámek Milotice

### Návrh pro grafickou předlohu
- asi 1748 – bl. Josef Kalasanský, pro rytinu Michaela Jindřicha Renze, rytina uložena ve sbírce knihovny Strahovského kláštera v Praze[12]

### Práce pro augustiniánský klášter v Brně

#### Obrazy
- 1742–1743 – fiktivní podobizny zakladatelů markrabat Jana Jindřicha a jeho syna Jošta, portréty Marie Terezie, Františka Š. Lotrinského a olomouckých biskupů pro slavnostní sál a refektář bývalého augustiniánského kláštera, Augustiniánský klášter, Brno[11]
- 1743 – Votivní obraz pruského obléhání Brna 7. dubna 1742, Augustiniánský klášter/Muzeum starobrněnského opatství[11][15]
- 1747, 1749 – dvojice augustiniánských světců, nástavcové obrazy na skříni sakristie v kostele Nanebevzetí Panny Marie na Starém Brně, původně i s mobiliářem v prelátské sakristii kostela sv. Tomáše[16]
- kolem 1750 – Císař Theodosius před sv. Ambrožem a sv. Ambrož křtící sv. Augustina, Augustiniánský klášter/Muzeum starobrněnského opatství[17][18]
- 1751 – portrét převora Matouše Pertschera, Augustiniánský klášter, Brno
- 1755 – Votivní obraz sv. Jana Nepomuckého a sv. Jana Sarkandera, kostel sv. Tomáše, Brno[11]
- 1760–1761 – Svaté příbuzenstvo, v nástavci sv. Kateřina, Svatí kajícníci, v nástavci sv. Barbora, boční oltáře kostela sv. Tomáše, Brno[11]
- kolem 1760 – bl. papež Amadeus VIII., sv. papež Gelasius I., bývalá kapitulní síň cisterciáckého kláštera, Augustiniánský klášter, Brno[19]
- kolem 1760 – Předání církevní moci apoštolům (Předání klíčů sv. Petrovi) a Vztyčení měděného hada, Augustiniánský klášter/Muzeum starobrněnského opatství[20]

#### Fresky
- kolem 1744 – fresková výzdoba knihovny a slavnostního sálu (Ester před Achašverem) bývalého augustiniánského kláštera, Brno, nezachováno
- 1746 – Kristus svěřuje církev sv. Augustinovi v prelátské sakristii a ornamentální výzdoba kněžské sakristie v kostele sv. Tomáše, Brno[16][11]

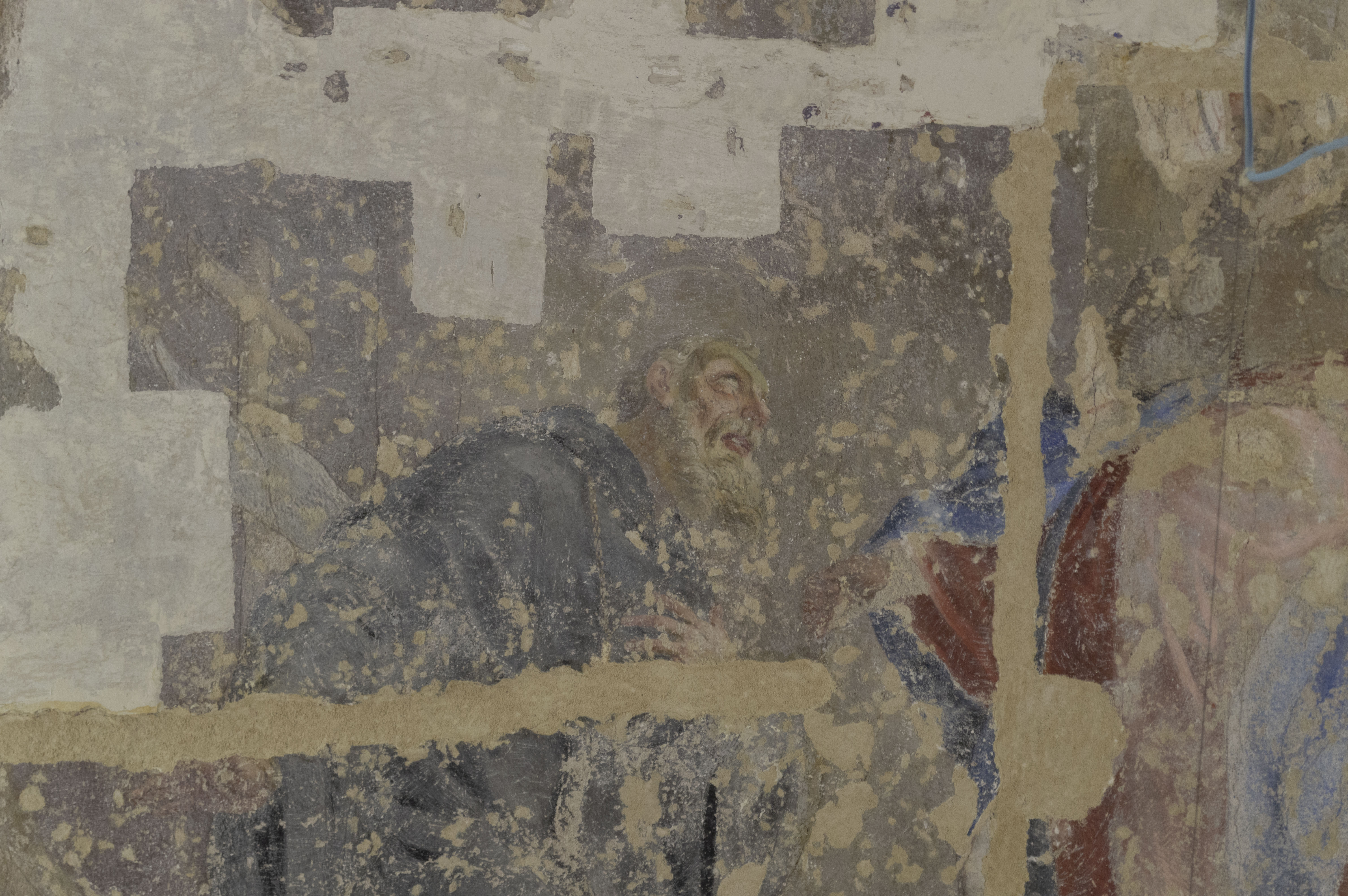
Kristus svěřuje církev sv. Augustinovi, býv. sakristie kostela sv. Tomáše (kavárna MG) (1746), detail
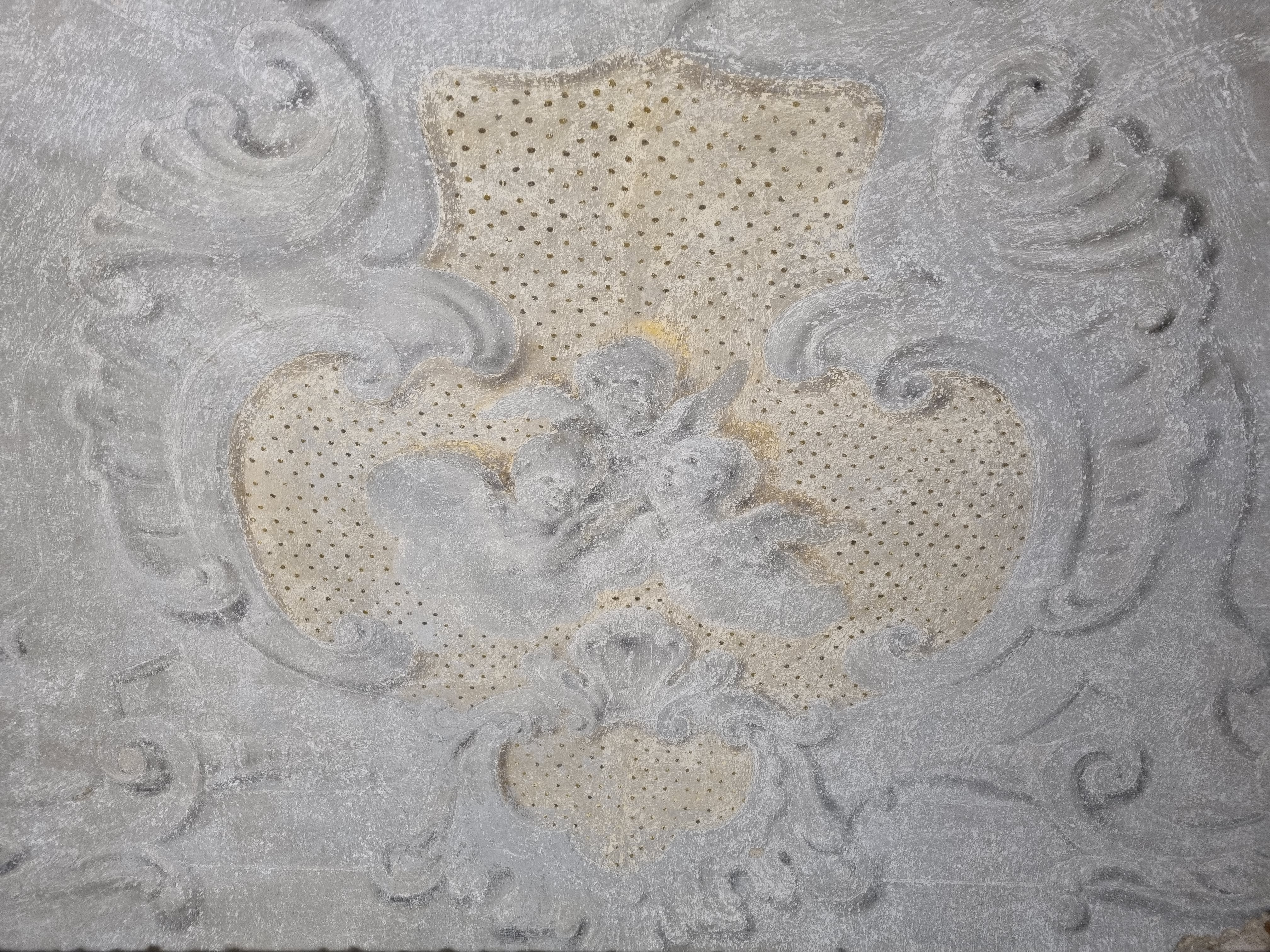
Freska býv. sakristie kostela sv. Tomáše (1746)
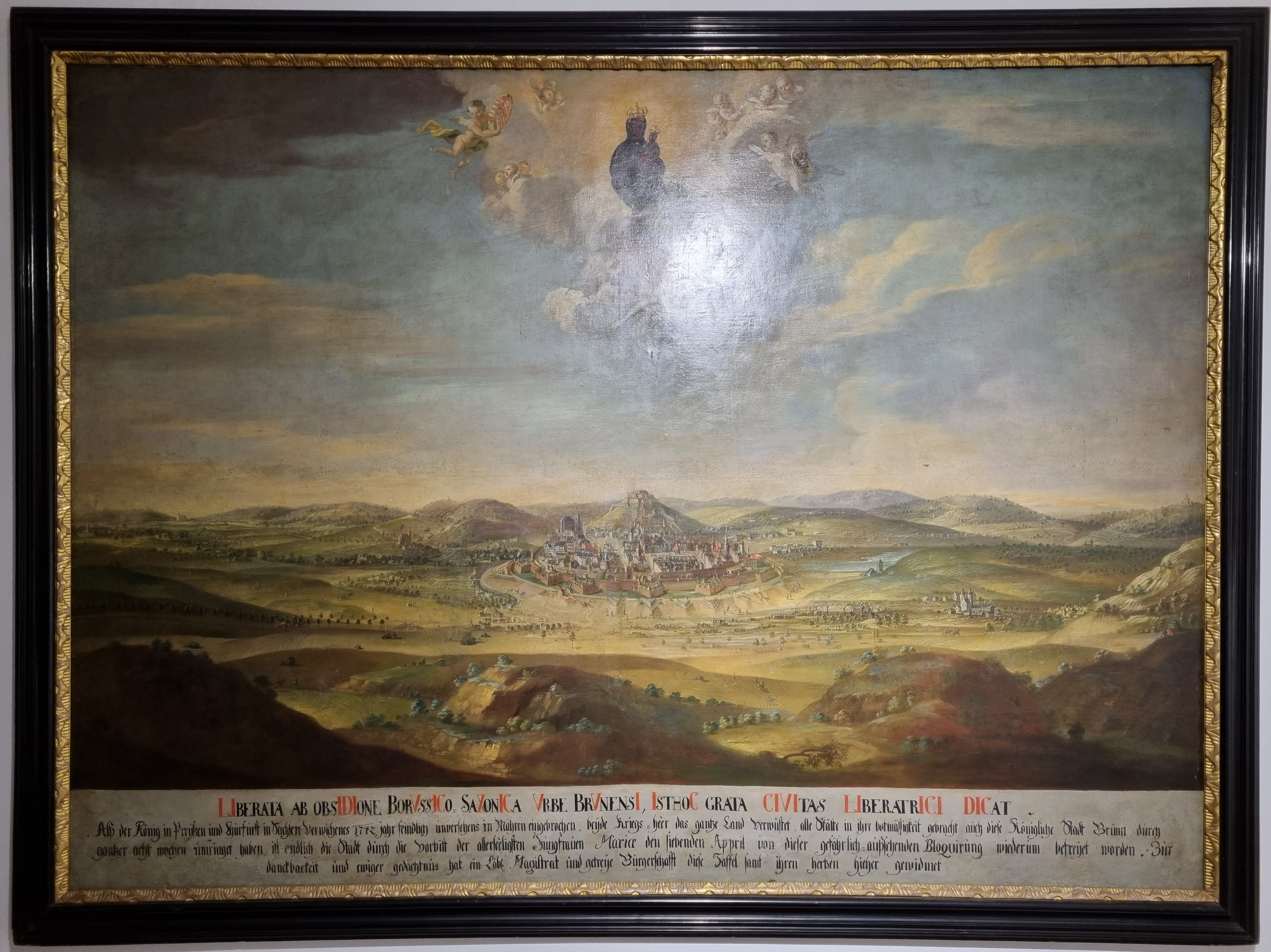
Pruského obléhání Brna 1742, Muzeum SBO (1743)
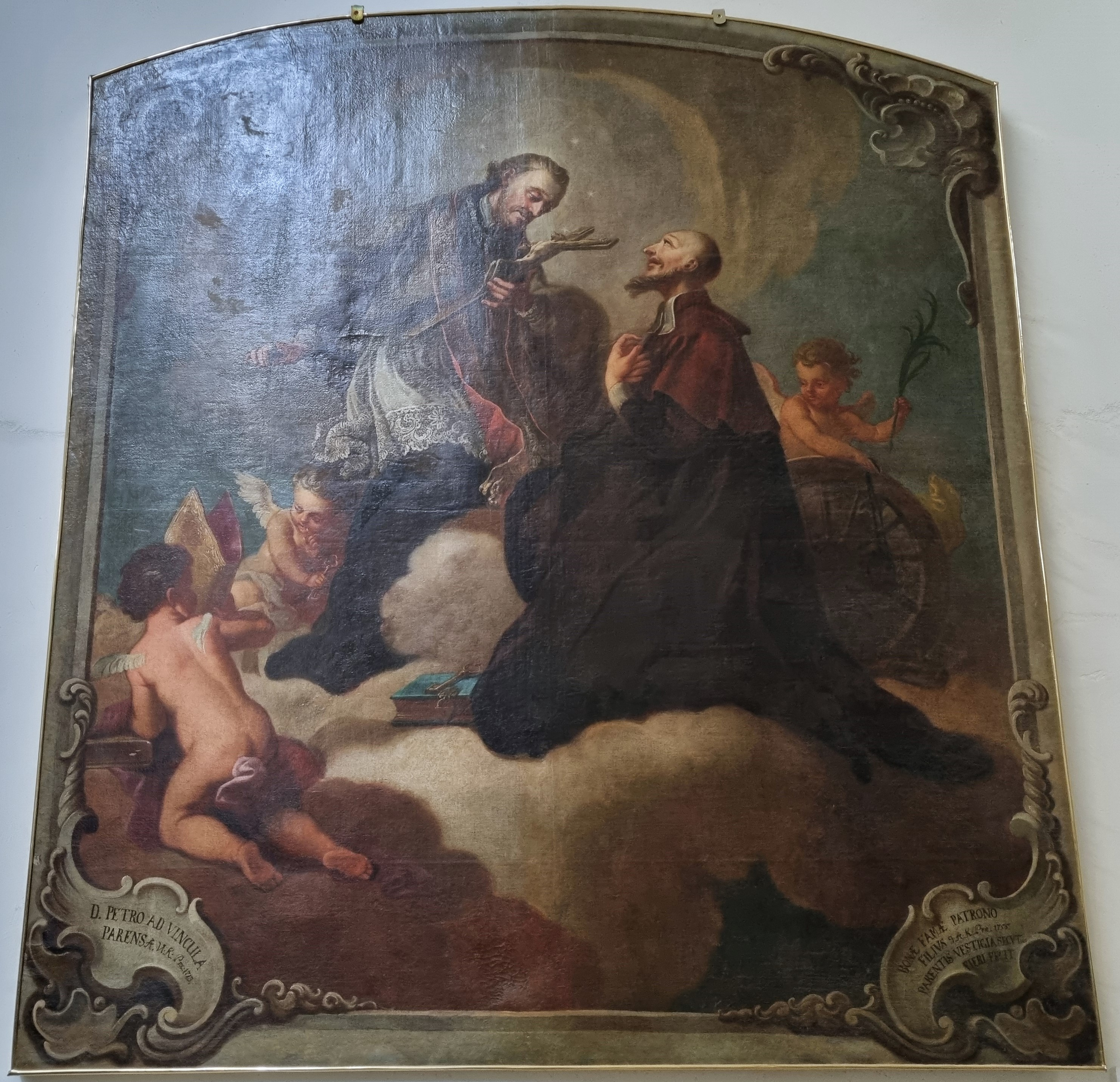
Sv. Jan Nepomucký se sv. Janem Sarkanderem, kostel sv. Tomáše v Brně (1755)
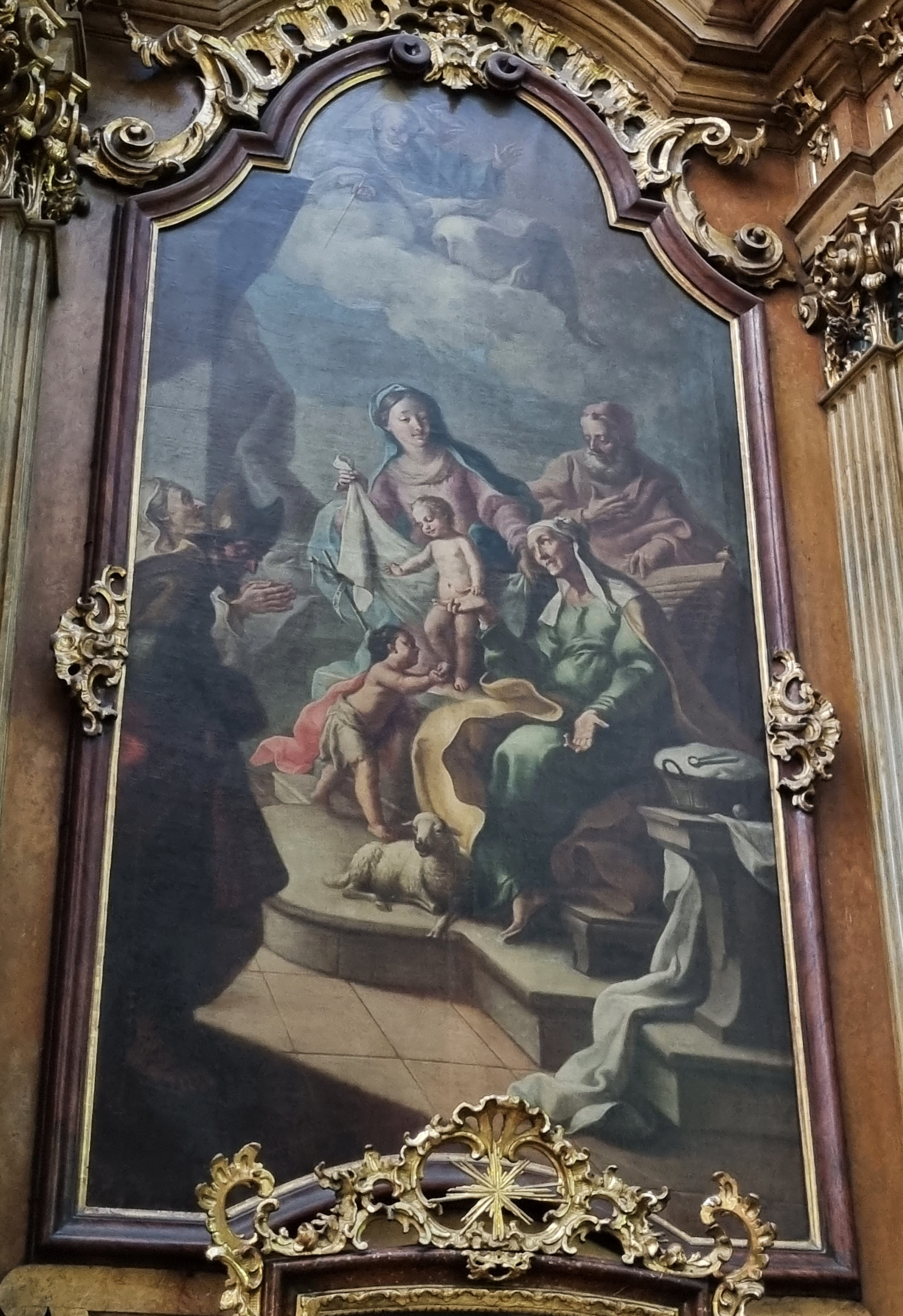
Sv. Příbuzenstvo, boční oltář kostela sv. Tomáše v Brně (1760–1761)
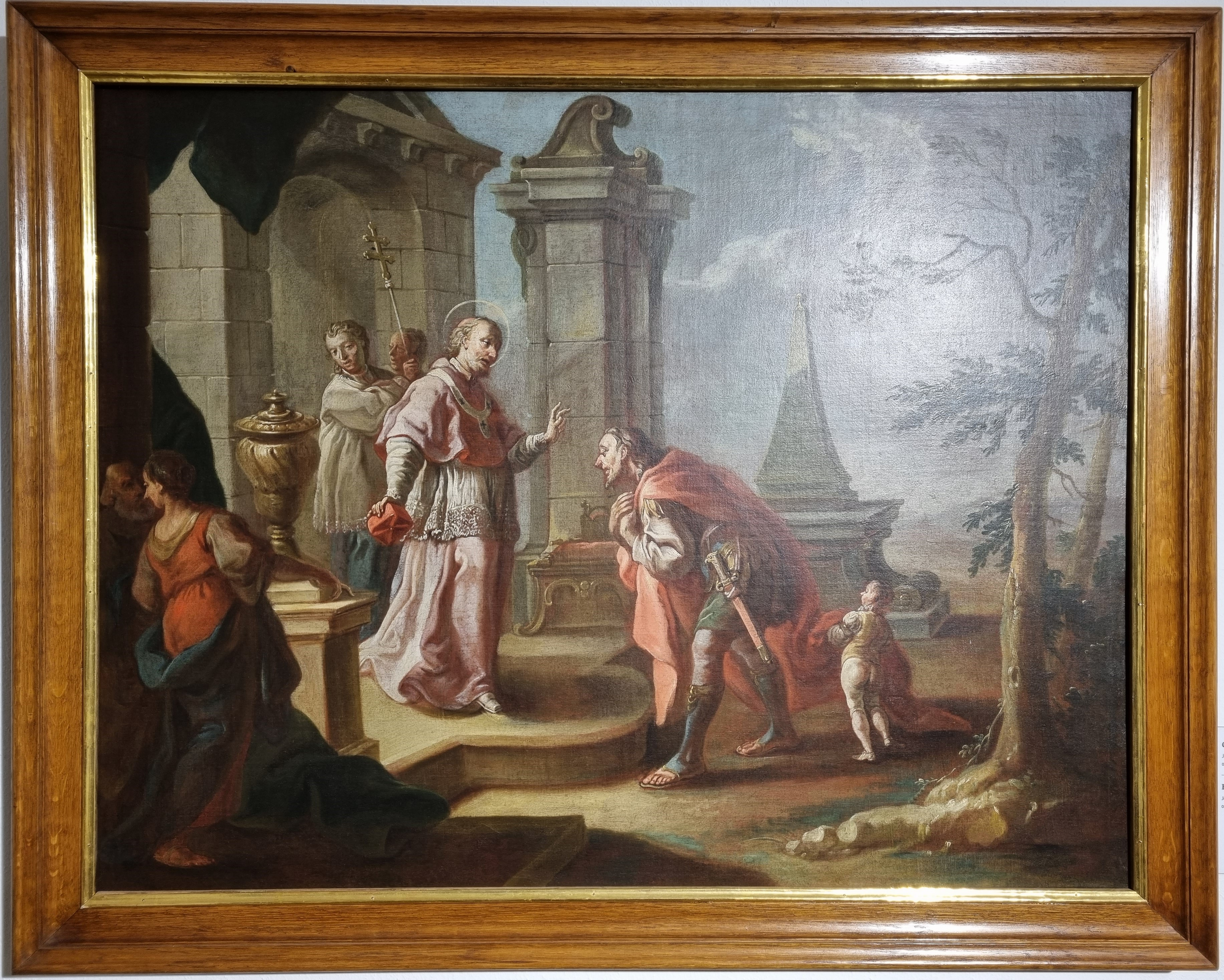
Císař Theodosius před sv. Ambrožem, Muzeum SBO (kol. 1760)
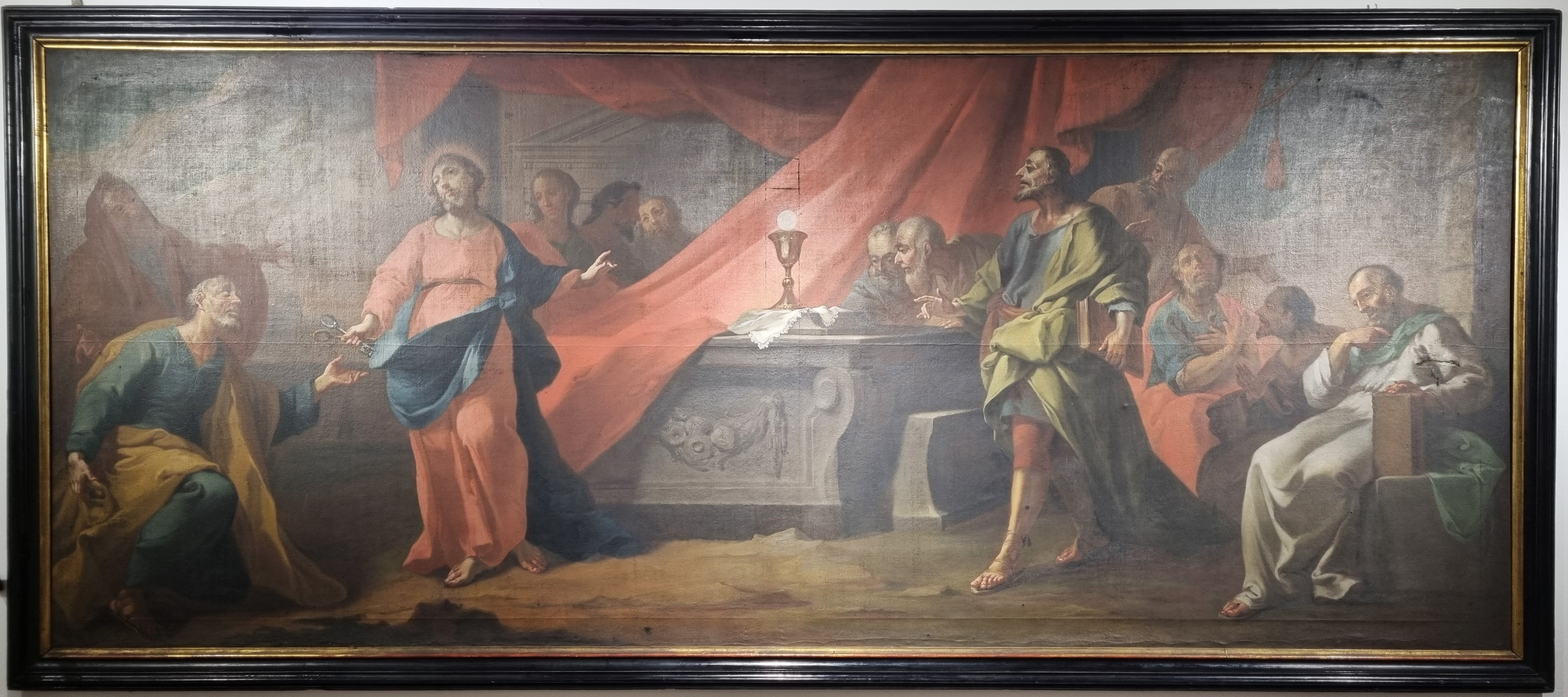
Předání církevní moci apoštolům, Muzeum SBO (kol. 1760)

### Kresby
- před 1753 – Smrt sv. Josefa, Moravská galerie v Brně (inv. č. B 3721)[21][22]
- 1755 – Narození Panny Marie, Moravská galerie v Brně (inv. č. B 3720) [23][22]

## Galerie

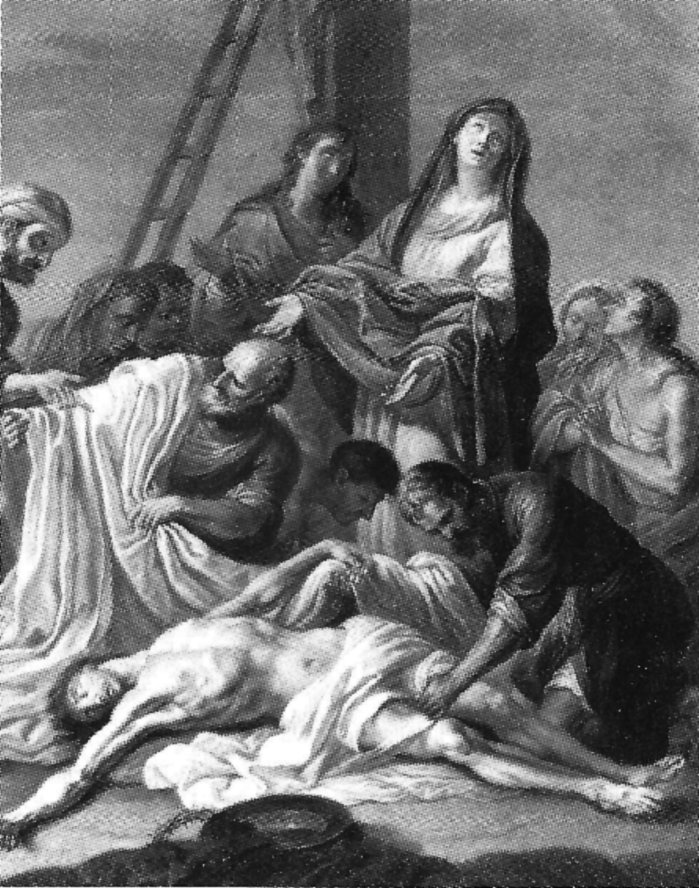
Oplakávání Krista, soukromá sbírka (1740)
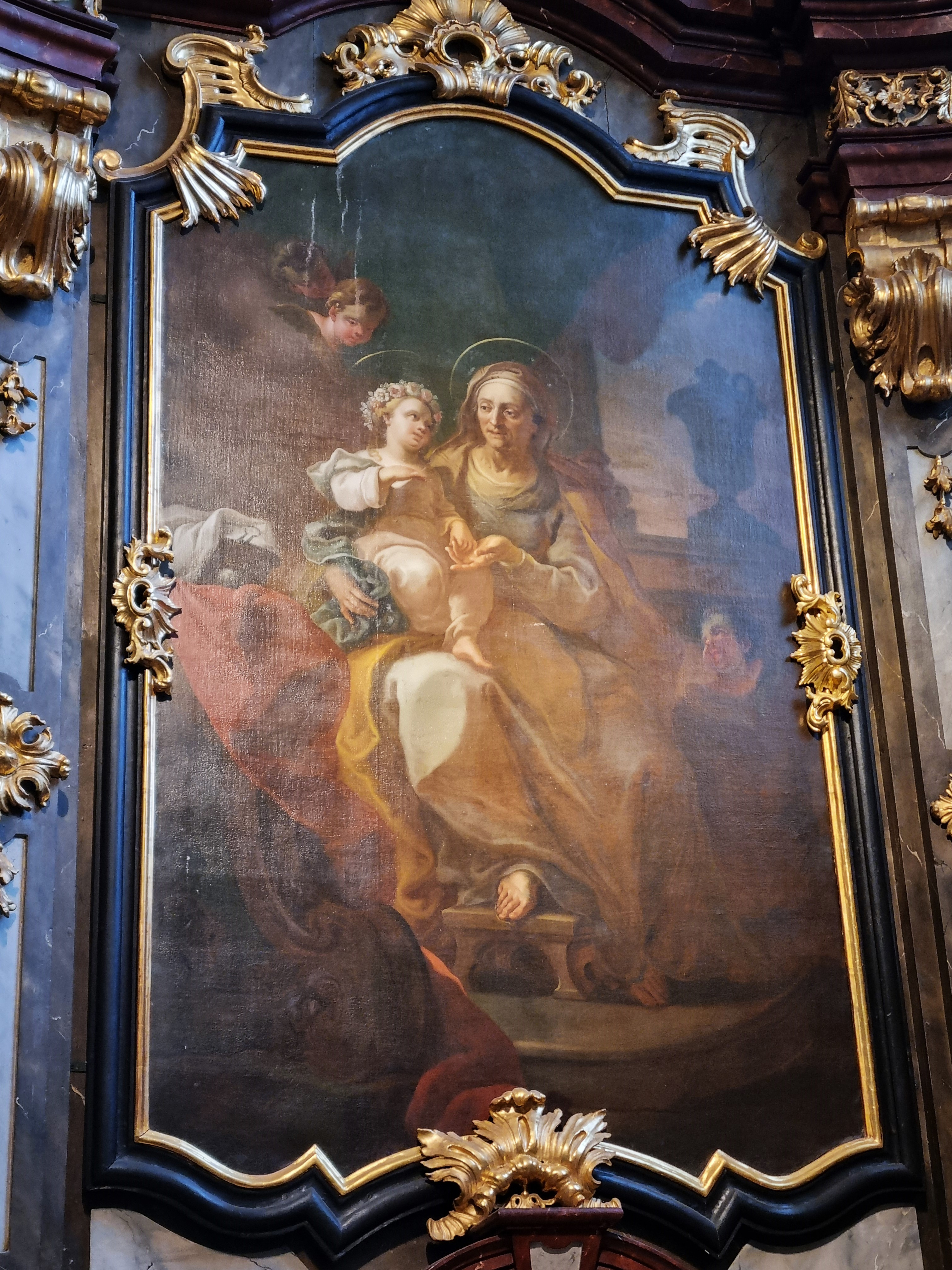
Sv. Anna s malou P. Marií, kostel Nalezení sv. Kříže v Litomyšli (1747)
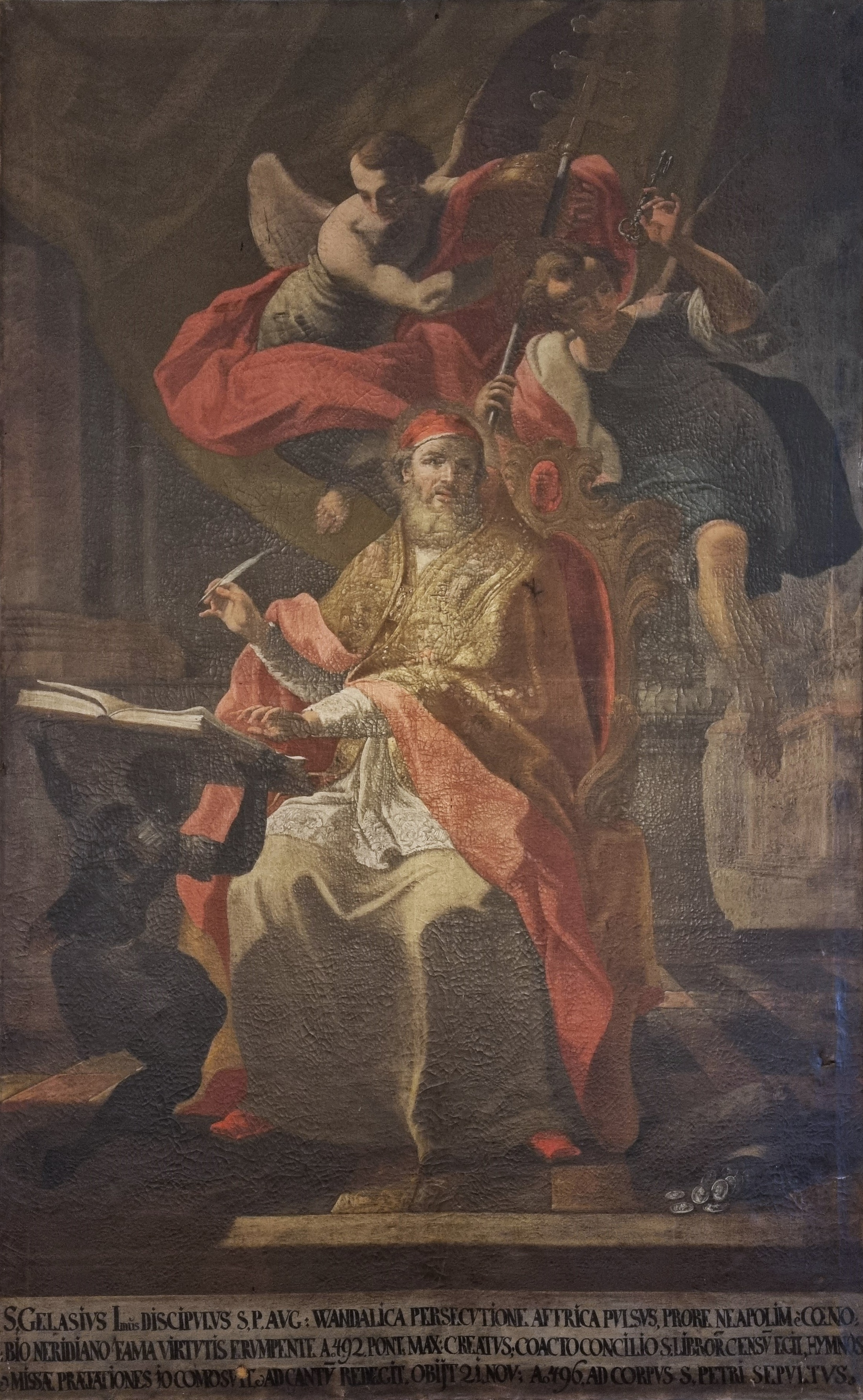
Sv. papež Gelasius, Augustiniánské opatství v Brně (kol. 1760)
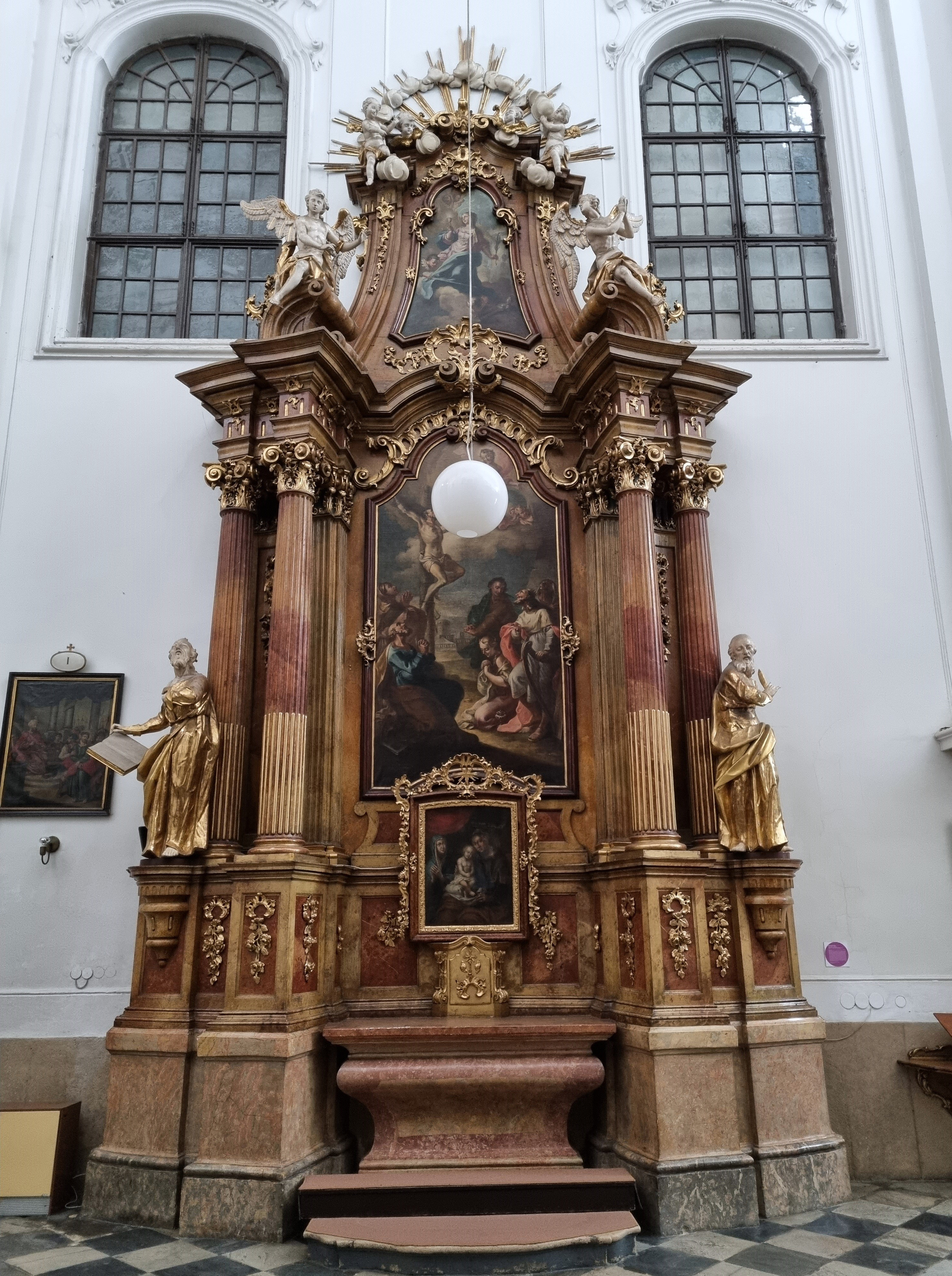
Boční oltář u sv. Tomáše v Brně s Rotterovými obrazy (1760–1761)
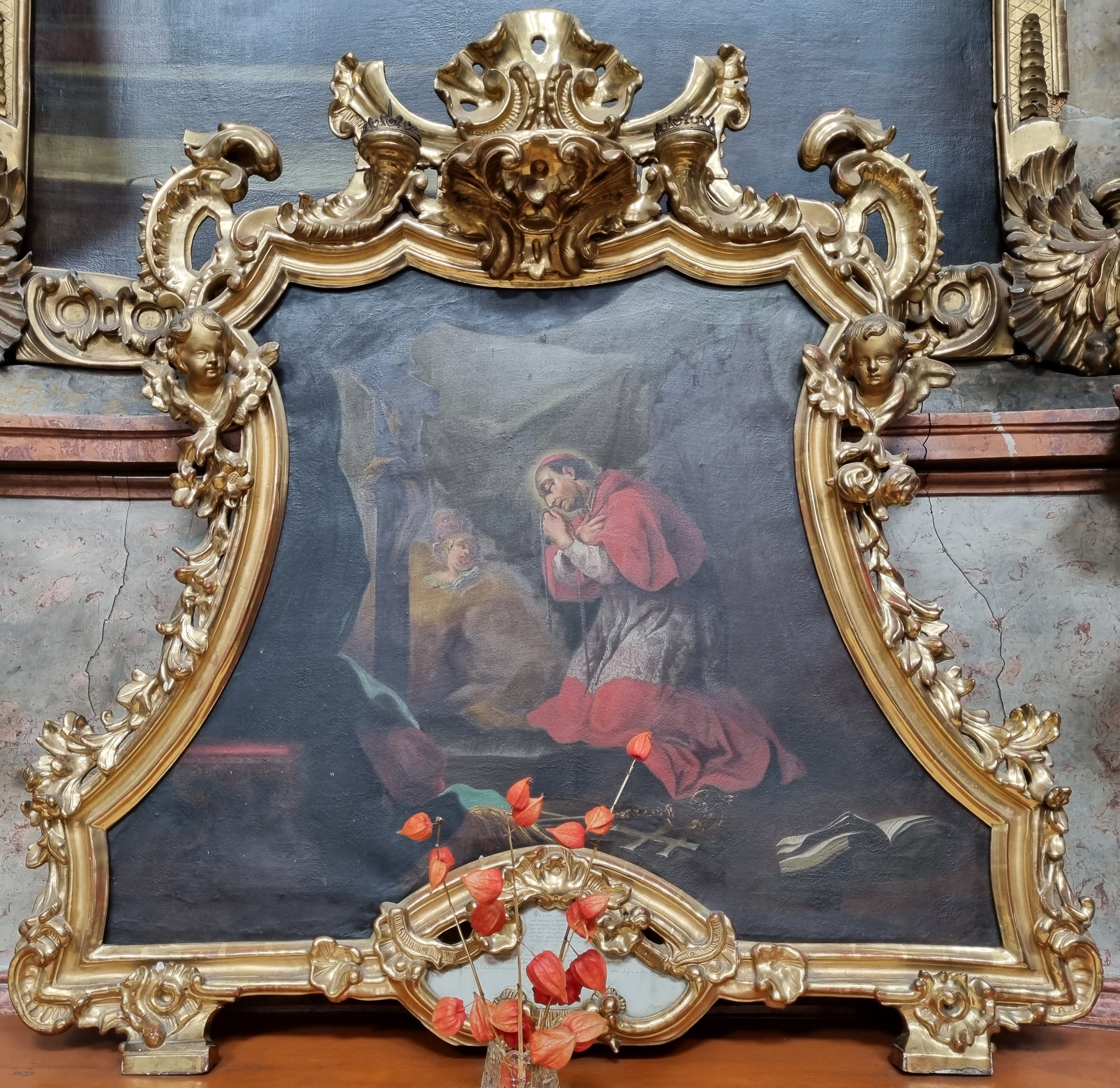
Sv. Karel Boromejský, kostel sv. Michala v Brně (kol. 1760)
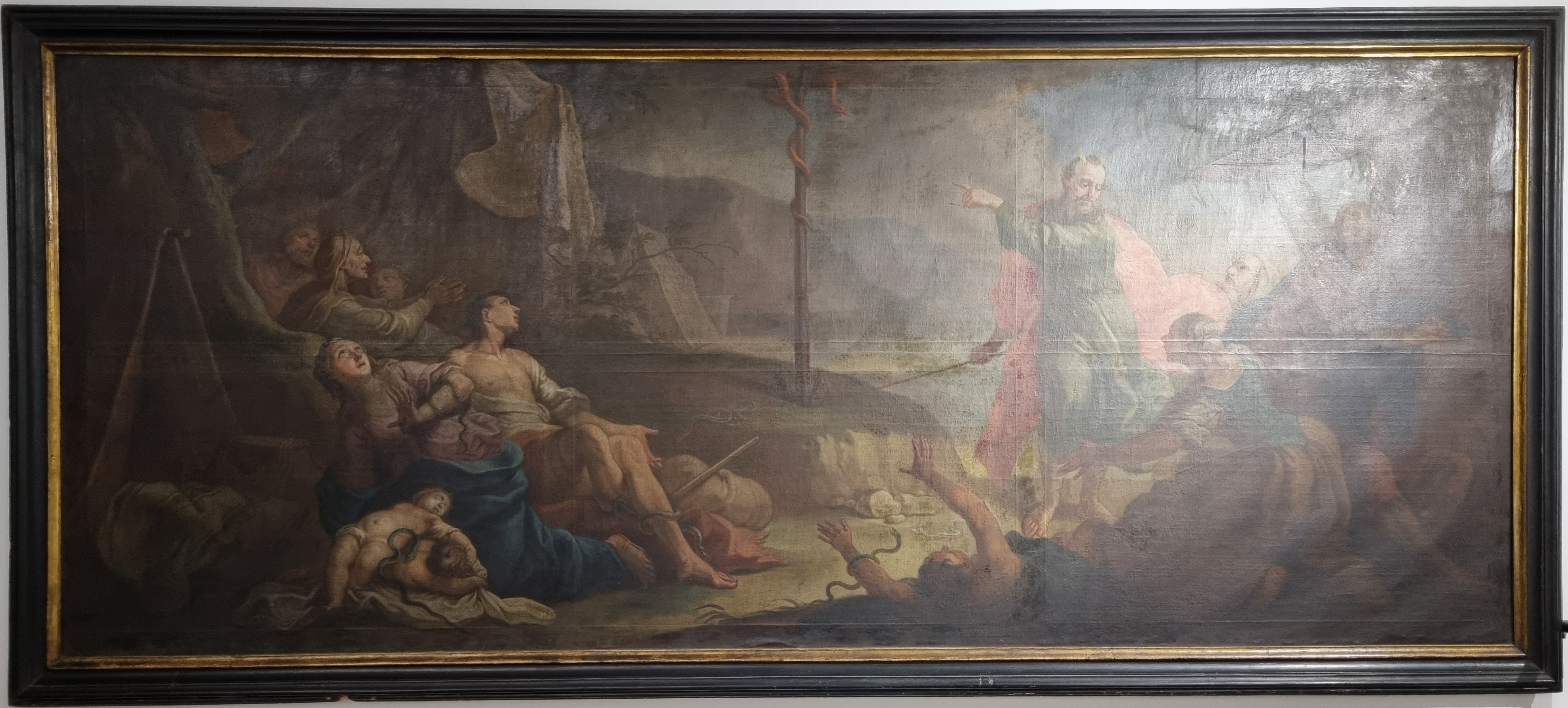
Vztyčení měděného hada, Muzeum SBO (kol. 1760)
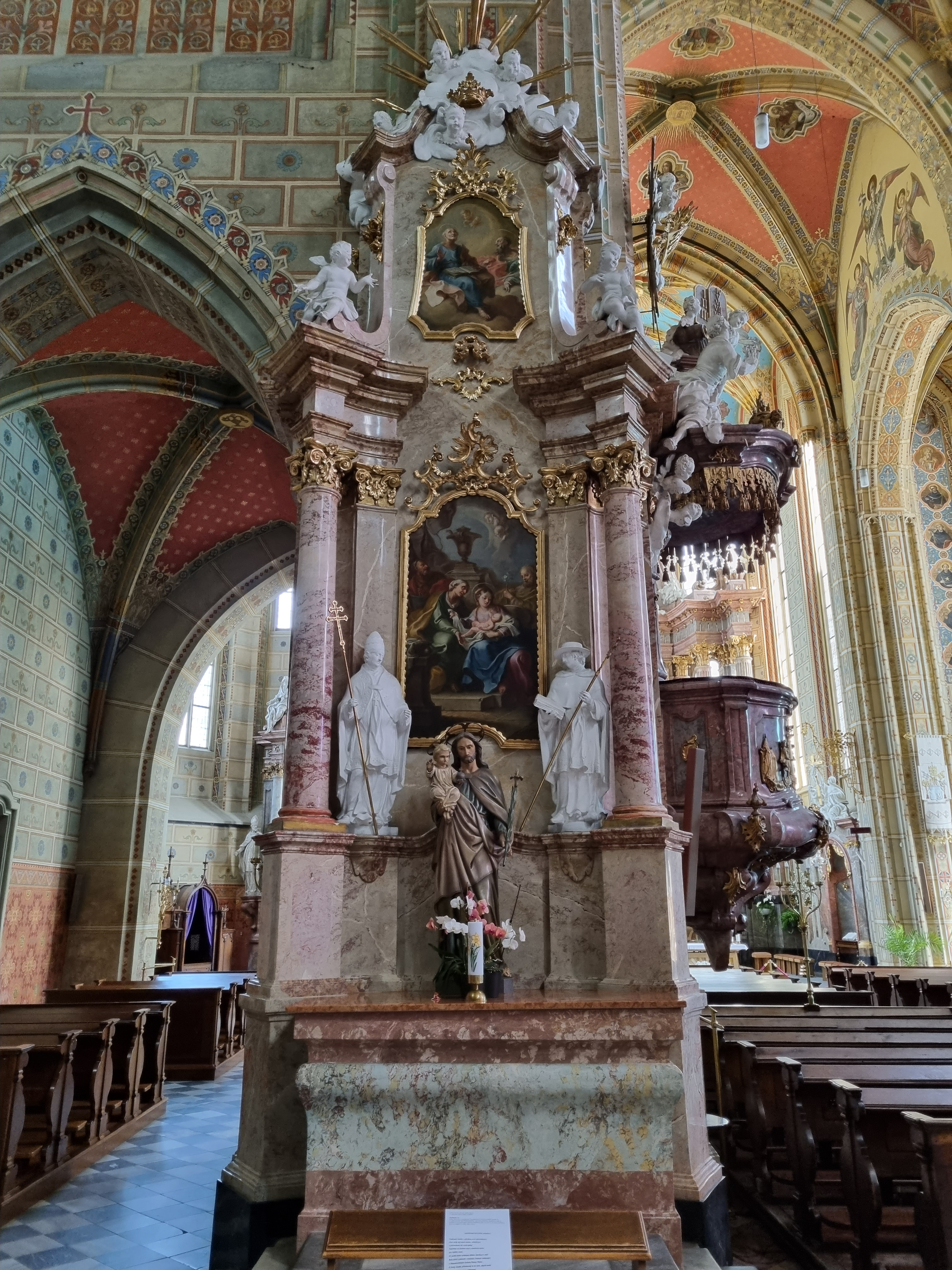
Boční oltář s Rotterovými obrazy, bazilika na Starém Brně (kol. 1760)
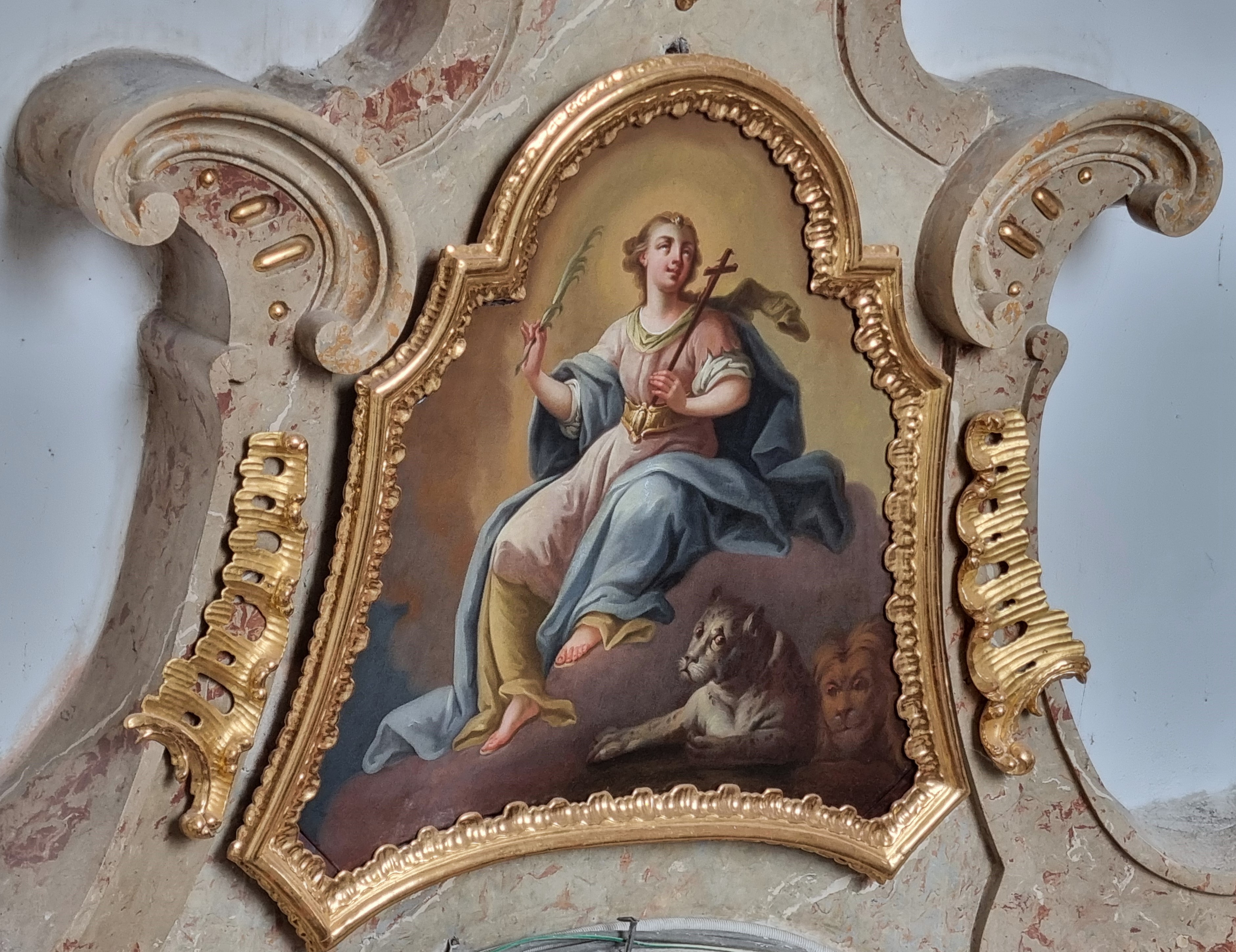
Sv. Tekla, kostel sv. Trojice v Brně-Králově Poli (kol. 1763)